# Jakob Dorigoni
Jakob Dorigoni (né le 10 mars 1998) est un coureur cycliste italien, spécialiste du cyclo-cross.

## Palmarès en cyclo-cross
- 2014-2015
  -  Champion d'Italie de cyclo-cross juniors
  - Gran Premio Mamma E Papa Guerciotti AM juniors, Milan
- 2015-2016
  -  Champion d'Italie de cyclo-cross juniors
- 2016-2017
  -  Champion d'Italie de cyclo-cross espoirs
- 2017-2018
  -  Champion d'Italie de cyclo-cross espoirs
  - 8e du championnat du monde de cyclo-cross espoirs
  - 10e de la Coupe du monde espoirs
- 2018-2019
  -  Champion d'Italie de cyclo-cross espoirs
  - 5e du championnat du monde de cyclo-cross espoirs
- 2019-2020
  -  Champion d'Italie de cyclo-cross
  - International Ciclocross selle SMP-11°Trof.Cop.ed.Brugherio82, Brugherio
  - Gran Premio Città di Vittorio Veneto, Vittorio Veneto
- 2020-2021
  - Toi Toi Cup #5, Jičín
  - 2e du championnat d'Italie de cyclo-cross
- 2021-2022
  -  Champion d'Italie de cyclo-cross
  - Gran Premio Mamma & Papà Guerciotti AM, Crémone
  - 9e du championnat d'Europe de cyclo-cross
- 2022-2023
  - 3e du championnat d'Italie de cyclo-cross
- 2023-2024
  - 2e du championnat d'Italie de cyclo-cross
- 2024-2025
  - 2e du championnat d'Italie de cyclo-cross

## Palmarès sur route

### Par année
- 2018
  - Trofeo Comune di Lamporecchio
  - Trofeo Sportivi di Briga

### Classements mondiaux
| Année           | 2018   |
| --------------- | ------ |
| UCI Europe Tour | 1 348e |